# Giulio Reiner
Giulio Reiner (Como, 12 aprile 1915 – Como, 6 settembre 2002) è stato un ufficiale e aviatore italiano.
Pilota da caccia della Regia Aeronautica, fu un asso dell'aviazione della seconda guerra mondiale decorato con la medaglia d'argento al valor militare, comandante della 73ª Squadriglia Caccia ed un valido e conosciuto pilota collaudatore.

## Biografia
Interessatosi giovanissimo all'aviazione, già nel 1935, prima di diplomarsi, era in possesso del brevetto di volo, con cui entrò nella Regia Aeronautica quale sottotenente di complemento, venendo destinato agli idrovolanti. Decise quindi di entrare in Accademia Aeronautica e diventare ufficiale di carriera, terminando i corsi nel 1939 e venendo quindi destinato al 9º Gruppo Caccia del 4º Stormo. Dopo l'entrata in guerra dell'Italia, lo Stormo, dotato di Fiat CR.42, fu dislocato prima a Comiso in Sicilia per intervenire su Malta e poi in Nordafrica, dove Reiner affrontò i primi combattimenti. Lo Stormo rientrò in Italia all'inizio di gennaio 1941 e Reiner, per le sue indubbie doti di pilota, venne mandato al Centro Sperimentale, situato sull'aeroporto di Guidonia, quale collaudatore e durante il 1941 alternerà l'attività in reparto con quella di collaudo e test, principalmente della versione catapultabile del Reggiane Re.2000 e del Macchi M.C.202. Il 21 agosto 1941 a Lonate Pozzolo, ai comandi di uno dei primi velivoli di serie di quest'ultimo, durante un volo di controllo militare per stabilirne le prestazioni Reiner ottenne la velocità in picchiata di 1087,27 km/h risultando quindi essere uno dei primi, se non il primo, pilota a superare il muro dei 1000 km/h.
Nel luglio del 1942 Reiner divenne comandante della 73ª Squadriglia, seguendo da allora le vicissitudini della Squadriglia e del Gruppo, venendo poi promosso capitano. Dopo l'armistizio partecipò nell'Aeronautica Cobelligerante Italiana alla guerra nei Balcani.
Reiner terminò la guerra con 10 vittorie individuali, 8 probabili e 3 velivoli nemici distrutti al suolo, oltre a 57 vittorie condivise, rimanendo nell'Aeronautica fino al 1949 e raggiungendo il grado di maggiore. Dopo aver lasciato il servizio ritornò a Como lavorando come ingegnere e continuando a volare presso il locale Aero Club.
Giulio Reiner morì a Como il 6 settembre 2002.

## Onorificenze
Due altre proposte per la Medaglia d'argento al valor militare andarono perdute nel caos post armistiziale.